# Municipio de Sparta (condado de Dearborn)
El municipio de Sparta (en inglés: Sparta Township) es un municipio ubicado en el condado de Dearborn en el estado estadounidense de Indiana. En el año 2010 tenía una población de 2894 habitantes y una densidad poblacional de 37,92 personas por km².

## Geografía
El municipio de Sparta se encuentra ubicado en las coordenadas 39°4′50″N 85°3′21″O / 39.08056, -85.05583. Según la Oficina del Censo de los Estados Unidos, el municipio tiene una superficie total de 76,31 km², de la cual 76,25 km² corresponden a tierra firme y (0,07%) 0,06 km² es agua.

## Demografía
Según el censo de 2010, había 2894 personas residiendo en el municipio de Sparta. La densidad de población era de 37,92 hab./km². De los 2894 habitantes, el municipio de Sparta estaba compuesto por el 98% blancos, el 0,1% eran afroamericanos, el 0,07% eran amerindios, el 0,38% eran asiáticos, el 0,21% eran isleños del Pacífico, el 0,28% eran de otras razas y el 0,97% pertenecían a dos o más razas. Del total de la población el 0,62% eran hispanos o latinos de cualquier raza.